# Чуйков Антон Андрійович
Антон Андрійович Чуйков (нар. 15 червня 1992) — український футболіст, захисник.

## Клубна кар'єра
Вихованець спортивних шкіл РВУФК (Київ) та «Кременя», кольори яких захищав у молодіжних чемпіонатах України (ДЮФЛУ). Футбольну кар'єру розпочав у 2010 році в складі «Левадії», але за першу команду столичного клубу не виступав, натомість захищав кольори «Левадії II» в Есіліізі (перша ліга національного чемпіонату), за яку зіграв у 27 матчах чемпіонату та відзначився 7-ма голами. В січні 2013 року був орендований клубом вищого дивізіону естонського чемпіонату ФКІ Таллінн. За першу команду столичного провів 4 поєдинки, ще 1 матч (1 гол) відіграв за нижчоліговий фарм клуб талінського колективу, Інфонет-2. 2013 року встиг пограти в чемпіонаті Вінницької області та в аматорському чемпіонаті України за ФК «Вінниця». У 2014 році виїхав до окупованого Криму, де виступав у місцевому чемпіонаті (проводився під егідою окупантів) за «Жемчужину» (Ялта). У 2015 році підписав контракт з клубом Есілііги «Ліннамеесконд».

## Кар'єра в збірній
У 2007 році зіграв 2 матчі в футболці юнацької збірної України (U-16).